# مونرو لیف
ویلبر مونرو لیف (۴ دسامبر ۱٩۰۵ – ٢۱ دسامبر ۱٩٧۶) - (انگلیسی: Wilbur Monroe Leaf) یک نویسنده آمریکایی ادبیات کودکان بود. او نزدیک به ۴۰ کتاب در طول ۴۰ سال فعالیت حرفه ای خود نگارش کرد . بهترین و شناخته شده ترین اثر او "داستان فردیناند (۱٩٣۶)" می باشد. این کتاب با تصویرگری رابرت لاسن همراه بود.